# USTA Billie Jean King National Tennis Center

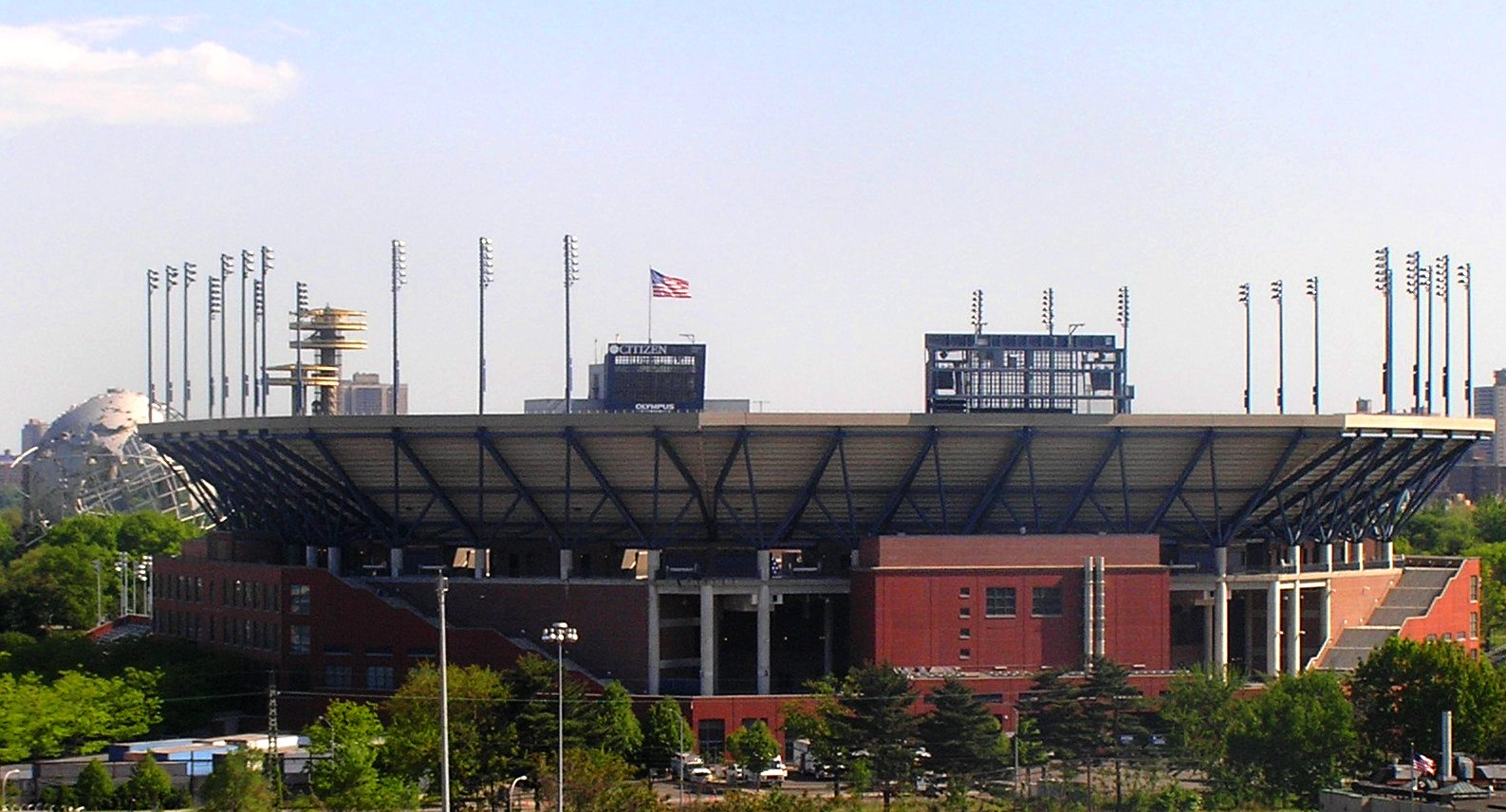
Arthur Ashe Stadium – główna arena

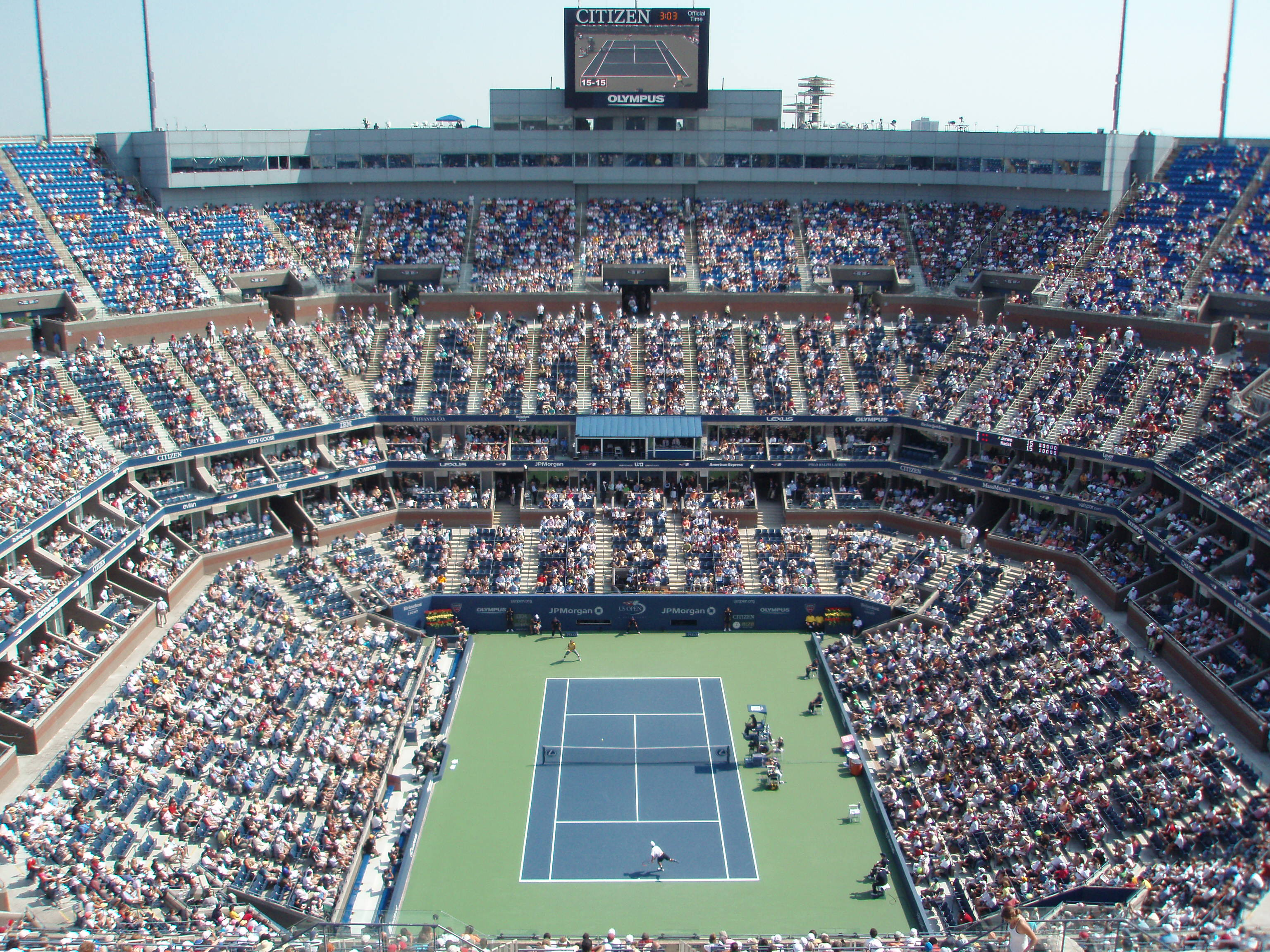
Arthur Ashe Stadium podczas US Open 2007

USTA Billie Jean King National Tennis Center – kompleks sportowy we Flushing Meadows–Corona Park w nowojorskiej dzielnicy Queens, na którym rozgrywany jest tenisowy turniej wielkoszlemowy – US Open. Centralnym obiektem jest stadion im. Arthura Ashe, będący największą areną tenisową świata, która potrafi pomieścić ponad 22 tys. osób.
Obiekt zarządzany jest przez United States Tennis Association (USTA) od 1978 roku. 22 korty znajdujące się wewnątrz kompleksu zajmują powierzchnię 46,5 akrów (0,188 km²), natomiast 11 boisk nie mieści się w granicach tegoż kompleksu.
28 sierpnia 2006 roku obiekt USTA National Tennis Center został nazwany imieniem Billie Jean King.

## Historia

### Budowa
Pomysł wybudowania kompleksu tenisowego powstał pod koniec 1976 roku, kiedy W.E. "Slew" Hester, późniejszy prezes United States Tennis Association, szukał zastępczego miejsca do rozgrywania turnieju US Open. Widząc małe zainteresowanie kortami, prosił władze Nowego Jorku o udzielenie pozwolenia na zarządzanie terenem. USTA National Tennis Center został otwarty w sierpniu 1978, podczas mistrzostw Stanów Zjednoczonych.

### Rozbudowa
W marcu 1995 roku, po pogłoskach o możliwej przeprowadzce turnieju wielkoszlemowego do San Diego, burmistrz miasta zarządził modernizację i rozbudowę głównych aren tenisowych. Powiększono obszar USTA National Tennis Center, a Arthur Ashe Stadium zajął miejsce Louis Armstrong Stadium jako głównego kortu. Rozbudowa zakończyła się po czterech latach w 1999 roku. Arthur Ashe Stadium posiada możliwość pomieszczenia 22 547 osób, podczas gdy pojemność Louis Armstrong Stadium została zmniejszona do 10 000 widzów (oryginalny rozmiar to 18 000).
W miejscu dawnego budynku hali tenisowej w pobliżu East Gate w 2006 roku na terenie o powierzchni 245 000 stóp kwadratowych rozpoczęto budowę wielofunkcyjnego pawilonu tenisowego. Nowy obiekt został ukończony w 2008 roku i obejmuje 12 kortów, sale lekcyjne, sale fitness i pro shop. Znajduje się tam także centrum dla gości, muzeum i kawiarnia. Wykonywano również inne prace, m.in. wyremontowano salon dla zawodników, szatnie i centra medyczne, szkoleń i biurowe.
W 2011 roku na terenie kompleksu otwarto Kort 17., znajdujący się w południowo-wschodnim narożniku parku. Początkowo mieścił 2500 widzów stojących, a po zakończeniu rozbudowy w 2012 roku posiadał widownię na 3000 osób. Czyni go to stadionem kameralnym w porównaniu z innymi kortami. Następne większe korty – Arthur Ashe Stadium, Louis Armstrong Stadium i Grandstand (pojemność: 6106) – mają duże ekrany telebimowe i zamontowany system Hawk-Eye. Przy konstruowaniu kortu odkryto fundamenty z Wystawy Światowej z 1939 roku i 1964 roku, natomiast lustro wody okazało się znajdować kilka metrów wyżej niż oczekiwano. Ponieważ powierzchnia Kortu 17. znajduje się poniżej poziomu gruntu, nowy obiekt otrzymał przydomek „The Pit”.
W roku 2013 rozpoczęto pięcioletnią przebudowę kompleksu. Etap pierwszy zakładał budowę dachu nad Arthur Ashe Stadium (projekt zrealizowano w 2016), natomiast drugą część stanowił nowy kort Grandstand (otwarty również w 2016). W miejsce starego kortu o pojemności 5 800 miejsc powstał nowy z liczbą 8 100 miejsc siedzących. Trzecią fazą inwestycji była budowa od nowa Louis Armstrong Stadium, który został otwarty 27 sierpnia 2018 za kwotę 200 mln dolarów amerykańskich o pojemności 14 000 widzów. Całkowita suma przeznaczona na zmiany w USTA National Tennis Centre to 600 mln dolarów amerykańskich.

### Zwiedzanie i imprezy okolicznościowe
USTA Billie Jean King National Tennis Center jest otwarte dla zwiedzających przez siedem dni w tygodniu w 11 miesiącach w roku. Kompleks zamknięty jest tylko z okazji Święta Dziękczynienia, Bożego Narodzenia i Nowego Roku. Kompleks prowadzi programy społeczne, obozy tenisowe, letniska, lekcje gry w tenisa i programy USTA. Oprócz corocznego rozgrywania US Open, obiekt wykorzystuje się do organizacji innych wydarzeń sportowych jak na przykład Arthur Ashe Kids' Day.

### Koszykówka na terenie obiektu
19 lipca 2008 roku USTA Billie Jean King National Tennis Center i Arthur Ashe Stadium gościły po raz pierwszy wydarzenie sportowe nie związane z tenisem. Zrzeszone w WNBA miejscowa drużyna koszykówki (New York Liberty) oraz zespół z Indianapolis (Indiana Fever) rywalizowały w pierwszym w historii profesjonalnym meczu koszykówki pod gołym niebem organizowanym w ramach regularnego sezonu zawodowego. Zawody zwyciężył zespół gości, pokonując gospodarzy stosunkiem 71:55. Zajście znane jako Liberty Outdoor Classic oglądało na żywo 19 393 widzów. Dochód ze spotkania przekazano na badania nad rakiem piersi.

## Wyposażenie
Kompleks składa się z 33 kortów pokrytych akrylową nawierzchnią Laykold (od 2020 roku; wcześniej DecoTurf). Początkowo miała ona barwę zieloną, ale w 2005 roku zmieniono ją na niebieską, czyli obecną na wszystkich obiektach, na których odbywają się turnieje cyklu US Open Series. Zmiana koloru miała poprawić widoczność piłki na korcie. Od roku 2021 podczas turnieju US Open na wszystkich kortach wprowadzono system Hawk-Eye Live, umożliwiający dokładne sprawdzenie miejsca odbicia piłki w czasie rzeczywistym, zastępując tym samym sędziów liniowych.
Latem 2016 zmodyfikowano areną główną za kwotę 150 mln dolarów amerykańskich, budując rozsuwany dach, który oprócz ochrony przed deszczem zapewnił ochronę przez wiatrem, który w przeszłości często wpływał na przebieg meczów.